# Cellulariella
Cellulariella is een geslacht van schimmels behorend tot de familie Polyporaceae. De typesoort is Cellulariella acuta.

## Soorten
Volgens index Fungorum  telt het geslacht twee soorten (peildatum maart 2023):
| Soortnaam              | Auteur(s)                           | Publicatiejaar |
| ---------------------- | ----------------------------------- | -------------- |
| Cellulariella acuta    | (Berk.) Zmitr. & Malysheva          | 2014           |
| Cellulariella warnieri | (Durieu & Mont.) Zmitr. & Malysheva | 2014           |